# Derbe crenatonervosa
Derbe crenatonervosa är en insektsart som beskrevs av De Motschulsky 1863. Derbe crenatonervosa ingår i släktet Derbe och familjen Derbidae. Inga underarter finns listade i Catalogue of Life.